# Luigi Casellato
Luigi Casellato (Torino, 21 ottobre 1924 – Roma, 26 dicembre 1981) è stato un attore italiano, in attività dal 1960 al 1981.

## Biografia
Attore di prosa, ha lavorato in diversi sceneggiati per la Rai. Ha inoltre svolto diversi ruoli come attore di cinema e altri come doppiatore, prevalentemente negli anni sessanta e settanta.
Partecipò inoltre ad alcune edizioni della rubrica pubblicitaria televisiva Carosello:
- dal 1957 al 1968 con Cesare Polacco, Giuliano Isidori, Elio Crovetto e Biagio Pelligra per la brillantina Linetti;
- nel 1964, con Umberto D'Orsi e Piero Gerlini per le macchine per cucire Salmoiraghi;
- nel 1966, con Paolo Stoppa per le cucine e i frigoriferi Rex della Zanussi;
- nel 1966 e 1967 con Ugo Tognazzi e Fulvio Mingozzi per la Birra Wührer;
- dal 1966 al 1969 con Fulvio Mingozzi, Laura Antonelli, Enzo Guarini, Guerrino Crivello, Ester Carloni e Harold Null, per la lozione per capelli Endoten di Helen Curtis della Cosmesis.

## Filmografia

### Attore

#### Cinema
- L'oro di Roma, regia di Carlo Lizzani (1961)
- La vendetta dei gladiatori, regia di Luigi Capuano (1964)
- Due once di piombo (Il mio nome è Pecos), regia di Maurizio Lucidi (1966)
- Pecos è qui: prega e muori!, regia di Maurizio Lucidi (1967)
- Trio, regia di Gianfranco Mingozzi (1967)
- La più grande rapina del West, regia di Maurizio Lucidi (1967)
- Roma come Chicago, regia di Alberto De Martino (1968)
- La battaglia del Sinai (Hamisha Yamim B'Sinai), regia di Maurizio Lucidi (1969)
- Una ragazza piuttosto complicata , regia di Damiano Damiani (1969)
- Probabilità zero , regia di Maurizio Lucidi (1969)
- La Califfa, regia di Alberto Bevilacqua (1970)
- La vittima designata, regia di Maurizio Lucidi (1971)
- Il venditore di morte, regia di Lorenzo Gicca Palli (1971)
- ...e poi lo chiamarono il Magnifico, regia di E.B. Clucher (1972)
- Girolimoni, il mostro di Roma, regia di Damiano Damiani (1972)
- La cosa buffa, regia di Aldo Lado (1972)
- Pianeta Venere, regia di Elda Tattoli (1972)
- Un amore così fragile così violento, regia di Leros Pittoni (1973)
- Primo tango a Roma - Storia d'amore e d'alchimia, regia di Lorenzo Gicca Palli (1973)
- No. Il caso è felicemente risolto, regia di Vittorio Salerno (1973)
- La cugina, regia di Aldo Lado (1974)
- Un fiocco nero per Deborah, regia di Marcello Andrei (1974)
- Fango bollente, regia di Vittorio Salerno (1975)
- Roma drogata la polizia non può intervenire, regia di Lucio Marcaccini (1975)
- Gli esecutori, regia di Maurizio Lucidi (1976)
- Milano violenta, regia di Mario Caiano (1976)
- L'ultima volta, regia di Aldo Lado (1976)
- I due superpiedi quasi piatti, regia di E.B. Clucher (1977)
- Italia: ultimo atto?, regia di Massimo Pirri (1977)
- Un poliziotto scomodo , regia di Stelvio Massi (1978)
- Solamente nero, regia di Antonio Bido (1978)
- Libidine, regia di Raniero Di Giovanbattista (1979)
- Fontamara, regia di Carlo Lizzani (1980)
- Storia senza parole, regia di Biagio Proietti (1981)

#### Televisione
- Le inchieste del commissario Maigret, episodio Un'ombra su Maigret (3 puntate, 27 dicembre 1964 - 1º e 3 gennaio 1965)
- La sconfitta di Trotsky, regia di Marco Leto (1967)
- Ipotesi sulla scomparsa di un fisico atomico, regia di Leandro Castellani (1972)
- Delitto di regime - Il caso Don Minzoni, regia di Leandro Castellani (1973)
- L'assassinio dei fratelli Rosselli, regia di Silvio Maestranzi (1974)
- Lo scandalo della banca romana, regia di Luigi Perelli (1977)
- Gli ultimi tre giorni, regia di Gianfranco Mingozzi (1977)
- La gatta, regia di Leandro Castellani (1978)
- Tecnica di un colpo di stato: la marcia su Roma, regia di Silvio Maestranzi – miniserie TV (1978)

### Doppiatore
- Mario Conocchia in La mia signora
- John Fujioka in La battaglia di Midway
- Gen Nakajima in Ai confini della realtà
- Titos Vandis in Tutto quello che avreste voluto sapere sul sesso* *ma non avete mai osato chiedere
- John Amos in Punto zero
- Bernard Blier in Casanova '70
- Luigi Zerbinati in Nonostante le apparenze... e purché la nazione non lo sappia... All'onorevole piacciono le donne
- Paul Esser in Pippi Calzelunghe